# Millebosc
Millebosc è un comune francese di 279 abitanti situato nel dipartimento della Senna Marittima nella regione della Normandia.

## Società

### Evoluzione demografica
Abitanti censiti